# Okręty podwodne typu Salmon
Okręty podwodne typu Salmon – typ amerykańskich okrętów podwodnych wybudowanych w latach 1936-37 i zaliczanych do grupy fleet submarines.  Była to ulepszona wersja względem poprzedniego typu Porpoise, została prawie natychmiast zastąpiona przez typ Sargo.
|                         | Stocznia      | Rozpoczęcie budowy   | Wodowanie            | Przyjęcie do służby | Wycofanie ze służby  |
| ----------------------- | ------------- | -------------------- | -------------------- | ------------------- | -------------------- |
| USS „Salmon” (SS-182)   | Electric Boat | 15 kwietnia 1936     | 12 stycznia 1937     | 15 marca 1938       | 24 września 1945     |
| USS „Seal” (SS-183)     | Electric Boat | 25 maja 1936         | 25 sierpnia 1937     | 30 kwietnia 1938    | 15 listopada 1945    |
| USS „Skipjack” (SS-184) | Electric Boat | 22 lipca 1936        | 23 października 1937 | 30 czerwca 1938     | 28 sierpnia 1946     |
| USS „Snapper” (SS-185)  | Portsmouth    | 23 lipca 1936        | 24 sierpnia 1937     | 15 grudnia 1937     | 15 listopada 1945    |
| USS „Stingray” (SS-186) | Portsmouth    | 1 października 1936  | 6 października 1937  | 15 marca 1938       | 17 października 1945 |
| USS „Sturgeon” (SS-187) | Portsmouth    | 27 października 1936 | 15 marca 1938        | 25 czerwca 1938     | 15 listopada 1945    |